# Psilochalcis brevialata
Psilochalcis brevialata är en stekelart som beskrevs av Grissell och Johnson 2001. Psilochalcis brevialata ingår i släktet Psilochalcis och familjen bredlårsteklar. Inga underarter finns listade i Catalogue of Life.